# 鲍勃·卢茨
鲍勃·卢茨（英語：Bob Lutz，本名罗伯特·卢茨（Robert Lutz），1947年8月29日—），美国前男子网球运动员，1970年成为职业球手。他曾获得澳大利亚网球公开赛男子双打冠军、美国网球公开赛男子双打冠军。他于1982年退役。